# NGC 1090
NGC 1090 é uma galáxia espiral barrada (SBbc) localizada na direcção da constelação de Cetus. Possui uma declinação de -00° 14' 52" e uma ascensão recta de 2 horas, 46 minutos e 34,0 segundos.
A galáxia NGC 1090 foi descoberta em 9 de Outubro de 1785 por William Herschel.